# Graafschap Blâmont

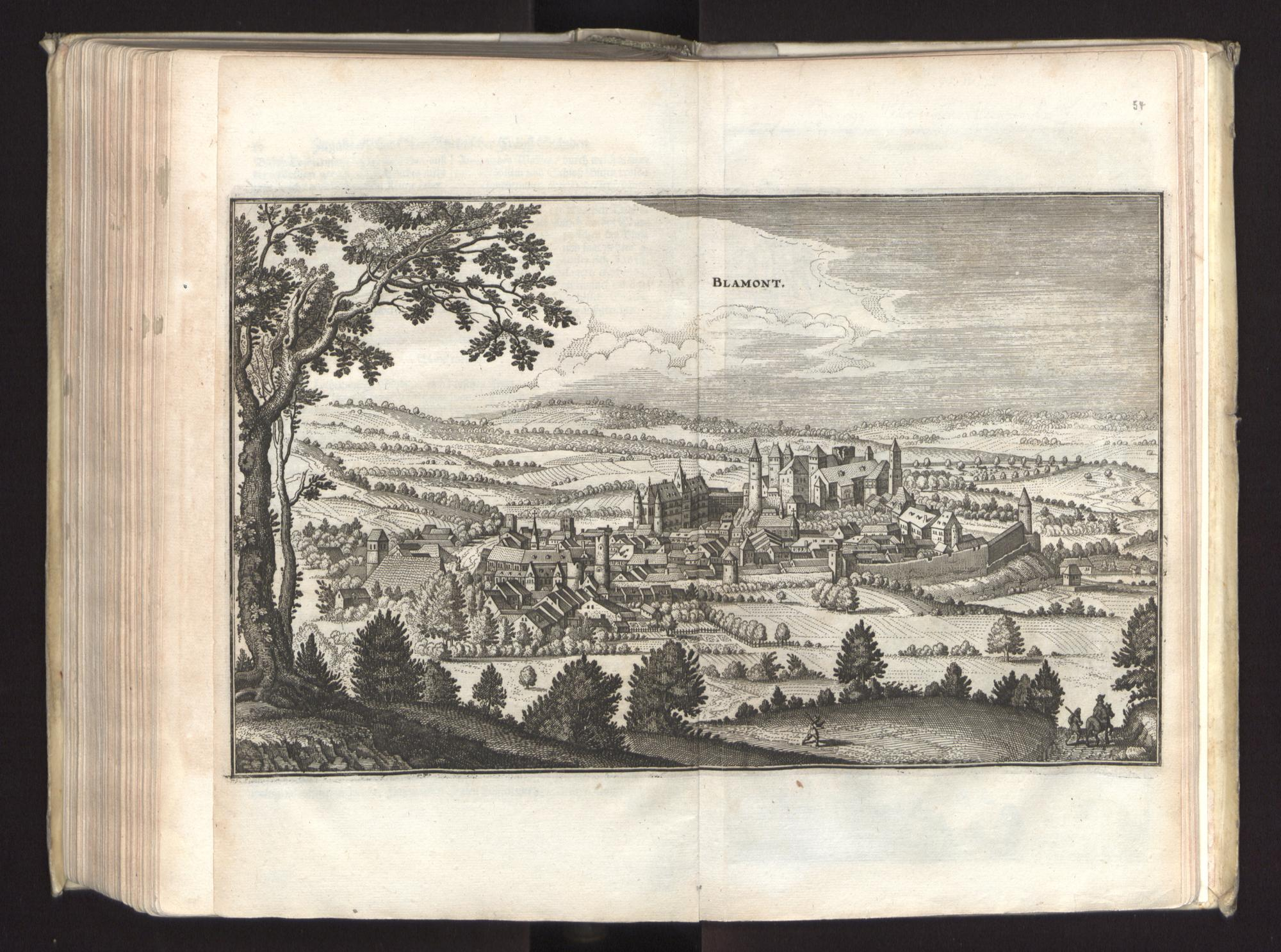
Graafschap Blâmont

Het graafschap Blâmont in Lotharingen was een tot de Boven-Rijnse Kreits behorend graafschap binnen het Heilige Roomse Rijk.
De heerlijkheid Blâmont aan de Vezouze kwam in de twaalfde eeuw aan de graven van Salm ten gevolge van het huwelijk van Herman II van Salm met Agnes van Bar-Mömpelgard, de dochter van Diederik van Bar.
In 1225 belastte graaf Hendrik II zijn jongere zoon Frederik met het bestuur van Blâmont. Hierdoor ontstond er een jongere tak van het huis Salm. In 1247 werd Frederik door het prinsbisdom Metz met de heerlijkheid beleend. In de loop der tijd ontstond er uit de voogdij over de goederen van de abdij van Senones en lenen van prinsbisdom Metz en het hertogdom Lotharingen een rijksvrije heerlijkheid van een dozijn dorpen. De heren gingen zich graaf van Blâmont noemen.
De laatste graaf was Ulrich, een geestelijke die sinds 1495 prins-bisschop van Toul was. Hij verkocht in 1499 de helft van het graafschap aan Lotharingen en in 1504 vermaakte hij bij testament de andere helft aan Lotharingen. Na zijn dood in 1506 behoorde daardoor het gehele graafschap bij Lotharingen.
Het prinsbisdom Metz deed in 1546 en 1561 afstand van zijn rechten als leenheer.

## Regenten
| regering   | naam        | familie |
| ---------- | ----------- | ------- |
| 1225-1258  | Frederik I  |         |
| 1258-1301? | Hendrik I   | zoon    |
| 1301?-1322 | Hendrik II  | zoon    |
| 1322-1342  | Hendrik III | zoon    |
| 1343-1376  | Theobald I  | broer   |
| 1376-1421  | Hendrik IV  | zoon    |
| 1421-1431  | Theobald II | zoon    |
| 1431-1493  | Frederik II | zoon    |
| 1493-1503  | Lodewijk    | zoon    |
| 1503-1506  | Ulrich      | oom     |